# Surif
Surif (arab. صوريف) – miasto w Autonomii Palestyńskiej (południowy Zachodni Brzeg, muhafaza Hebron). Według danych oficjalnych na rok 2007 liczyło 13 165 mieszkańców.